# 유카와 스미

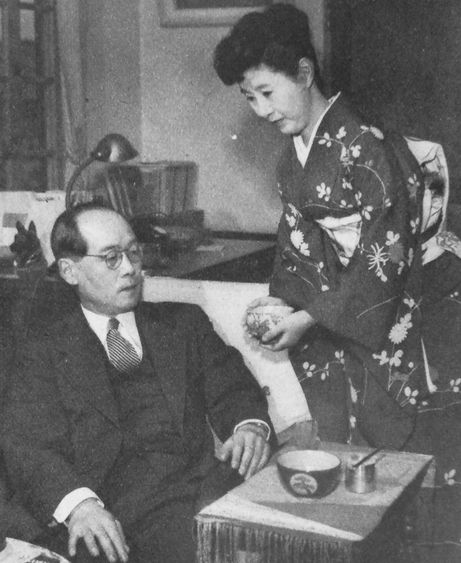
남편 유카와 히데키(왼쪽)와 함께(1954년)

유카와 스미(일본어: 湯川スミ, 1910년 4월 25일~2006년 5월 14일)는 일본의 사회운동가이다. 본명은 유카와 스미코(湯川 澄子 ゆかわ すみこ[*])이며 일본인 최초의 노벨상 수상자 유카와 히데키의 부인이다. 세계연방운동협회 명예회장, 세계연방전국부인협의회 회장, WFM 명예회장, 세계연방교토부인회 회장 등을 지냈다.

## 연보
- 1910년: 의사 유카와 겐요와 어머니 미치의 차녀로서 오사카시 히가시구 우치아와지정에서 태어남. 미치는 와카야마현 히다카군 히다카정에서 태어났다.
- 1928년: 오사카 부립 오테마에 고등여학교 본과(현: 오사카 부립 오테마에 고등학교)를 졸업
- 1932년: 오가와 히데키와 결혼, 히데키는 데릴사위가 되면서 성을 유카와로 바꿈
- 1933년: 장남 하루미가 태어남
- 1934년: 차남 다카아키가 태어남
- 1956년: 세계연방교토부인회 설립
- 1958년: 세계연방전국부인협의회 회장
- 1963년: 세계연방건설동맹회 회장
- 1977년: 세계연방건설동맹회 명예회장
- 1988년: WFM 명예회장
- 1996년: 세계연방운동협회 명예회장
- 2006년: 위암으로 사망(향년 96세)

## 상훈
- 1966년: ダームコマンデール勲章

## 저서
- 유카와 스미 (1976). 《苦楽の園》. 고단샤.